# Первый контакт (альбом)
«Первый контакт» — дебютный студийный альбом российской поп-группы Hi-Fi, выпущенный 17 февраля 1999 года на лейбле REAL Records.
В марте 2014 года журнал «Афиша» включил альбом в редакционный список «30 лучших русских поп-альбомов».

## Об альбоме
До создания будущей группы Hi-Fi творческий дуэт в лице Эрика Чантурии и Павла Есенина занимался написанием песен для различных исполнителей, таких как Шура, Алла Пугачева. Композиция «Не дано» была записана в Новосибирске ещё до отъезда Чантурии и Есенина в Москву и предназначалась для Шуры, однако она не подошла певцу и позднее вошла в репертуар Hi-Fi. После того, как была создана группа, Чантурия пригласил Митю Фомина поработать в Hi-Fi. Фактически, солистом группы стал Фомин, однако с этого альбома и до 2009 года все вокальные партии исполнял сам Есенин, которому не нравились вокальные данные Фомина. Кроме того, это было сделано с той целью, чтобы, по его мнению, в проекте было всё идеально: музыка, внешний образ, вокал. С песни «Не дано» началось триумфальное шествие Hi-Fi. Композиция «Беспризорник» стала лауреатом премии «Песня года 99»; танец в финале видеоклипа является импровизацией Фомина.
В песне «Нить» за основу музыки был взят пэд «Spaced Voxx» из модуля Roland JV-1080.

## Отзывы критиков
| Оценки критиков | Оценки критиков |
| Источник        | Оценка          |
| --------------- | --------------- |
| Живой звук      | [ 7 ]           |

Александр Кутинов из газеты «Живой звук» написал: «Если закрыть глаза на танцевальные „па“ Ксюши, Мити и Тимофея, сами по себе не лишенные грациозности, и углубиться в звукоряд, то получается интересная картина. Музыка, предназначенная для ног, оказывается, прекрасно и с удовольствием слушается. Новосибирский Михаэль Крету — Павел Есенин, изящно перёнес могучее древо техно-трубадурства на постсоветскую почву. Где-то что-то упростил и подкрасил, где-то добавил национального колорита, где-то сделал акцент на „раздумчивость“ текста, но никак не нарушил целостности растения. „Эмулятор“ и „Роланд“ — они с почетом выполняют свою синтезаторскую работу вне зависимости и от страны обитания. А вот когда вместо принятых по всему миру пигмейских напевов на основную тему наложены грузинские — это очень приятно. Стало быть, и мы, горемычные, что-то можем им всем показать. Хиты вроде „Беспризорника“ и „Не дано“ — они и в аудиоверсии звучат хитово. А спокойный трэк „Детство“ — с ним тоже всё понятно, он призван сказать людям: „Мы на самом деле очень лиричная группа“. Правда, один вопрос так и остался для меня нерешенным: кому же из участников проекта принадлежит замечательное белье, запечатленное на обложке?».
Рецензент сайта И.Кацман из Звуки.ру дал положительный отзыв на альбом и отметил, что открывающая диск композиция привлекательна для фанатов мелодичной поп-музыки вроде Иванушек или Отпетых Мошенников, а второй трек с пластинки заворожит любителей Ace of Base и европопа. Кацман сравнил хоровые партии песен с работами в стиле нью-эйдж от Enigma, назвав их благозвучными и напыщенными, а аранжировки — первоклассными.
Обозреватель журнала «Афиша» Булат Латыпов высоко оценил пластинку и отметил, что это модная и почти визионерская поп-музыка в исполнении Павла Есенина. Лучшими он посчитал композиции «Беспризорник» и «Не дано». По мнению Латыпова, удивителен случай мастерского анимирования Фоминым вокала Есенина, благодаря которому куклы долгое время оставались на виду, а золотой фонд отечественной поп-музыки немыслимо себе представить без доброй половины дебютного альбома группы.

## Список композиций
Все тексты написаны Эриком Чантурией, вся музыка написана Павлом Есениным.
| №   | Название           | Длительность |
| --- | ------------------ | ------------ |
| 1.  | «Не дано»          | 3:35         |
| 2.  | «Call Me Misha»    | 3:42         |
| 3.  | «Ты прости»        | 3:31         |
| 4.  | «Нить»             | 4:37         |
| 5.  | «Пионер»           | 4:38         |
| 6.  | «Беспризорник»     | 3:45         |
| 7.  | «Georgia»          | 3:04         |
| 8.  | «Don’t Give Up»    | 3:57         |
| 9.  | «Не дано» (Ремикс) | 3:25         |
| 10. | «Childhood»        | 3:40         |
| 11. | «Не дано» (Минус)  | 3:35         |

В переиздании 2024 года от студии Maschina Records присутствуют 2 бонус-трека — «Последняя поэма» (Pregap-трек перед первой композицией «Не Дано») и «В последний раз» (Hidden-трек после композиции «Не Дано (Karaoke). Также альбом сведён без пауз между треками.

## Участники записи
- Павел Есенин — вокал, аранжировки, музыка
- Эрик Чантурия — тексты песен
- Ютта Каполло — вокал (2)
- Уилли Уол — гитара (1,9,11)